# Thyrse (botanique)
Pour les articles homonymes, voir thyrse.

En botanique, un thyrse est une inflorescence composée mixte, une grappe de cymes. L'aspect général est celui d'une grappe dite thyrsoïde.

Exemple de thyrses : le lilas commun, la vigne, la grappe de raisin.